# Varroa jacobsoni
Varroa jacobsoni es una especie de ácaro que parasita a Apis cerana (abejas melíferas asiáticas). La Varroa destructor, más dañina, se incluyó previamente bajo el nombre V. jacobsoni, pero las dos especies se pueden separar en función de la secuencia de ADN del gen citocromo oxidasa I en el ADN mitocondrial.

## Biogeografía
Antes de estudios recientes, V. jacobsoni se consideraba homogénea; Sin embargo, la investigación actual ha detectado la variación genética entre las poblaciones mediante el uso de marcadores genéticos. Este hallazgo ha llevado a la creencia de que V. jacobsoni fue introducido en América varias veces. Los anfitriones que cambian entre A. cerana en oriente y A. mellifera en occidente es el factor principal que amplía la transmisión patológica de V. jacobsoni. Se ha extendido por todo el mundo con la excepción de Australia y África central.

## Evolución
Al menos 30 linajes de ácaros se han especializado en vivir con abejas. La mayoría de las especies de ácaros asociadas con los nidos de abejas son saprófagos o cleptófagos. Los ácaros saprófagos comen restos de colmena, especialmente partes con crecimiento de hongos. Los ácaros cleptófagos comen polen y otros nutrientes almacenados por las abejas. Los pocos que han evolucionado para convertirse en parásitos parecen haber surgido de linajes depredadores. La familia Laelapidae tiene 12 géneros que se alimentan de abejas sin aguijón (Meliponinae). Por lo tanto, los parásitos de cría (Varroidae) de las abejas (Apinae) parecen haber evolucionado a partir de Laelapidae.

## Ciclo vital
El ciclo de vida de V. jacobsoni en A. cerana comienza con una hembra madura apareada que ingresa a una célda larval de una abeja melífera. Una vez que la célda está tapada, el ácaro hembra adulto se esconde durante cinco días dentro del alimento larval cerca del fondo de la célda. Después de aproximadamente cinco horas, el ácaro se libera de la comida, donde pasa a alimentarse de la hemolinfa del huésped. Después de 60 horas, el ácaro hembra adulta pone su primer huevo en la pared de la célda. Los huevos de ácaro no fertilizados producen descendencia masculina, que puede aparearse con la descendencia femenina. La hembra apareada adulta emerge de la celda con la abeja emergente. Una vez que los ácaros se liberan al medio ambiente, se transfieren a otras abejas a través del contacto cercano. Los ácaros hembras adultas se alimentan, a través de la membrana intersegmental, de la hemolinfa de la abeja melífera. Luego se completa el ciclo.

## Resistencia química a los acaricidas
Los acaricidas son pesticidas que matan a los miembros del grupo Acari, que incluye garrapatas y ácaros. Los acaricidas fueron inicialmente un método efectivo para regular la transmisión de V. jacobsoni en las abejas melíferas, pero la acumulación de residuos en cepas resistentes a los acaricidas ha disminuido la efectividad del control de los ácaros en las abejas melíferas. Entre los acaricidas utilizados se encuentran acrinatrina, amitraz, bromopropilato, clordimeform, coumaphos, flumethrin y fluvalinato. El fluvalinato es el acaricida más efectivo.

## Imágenes

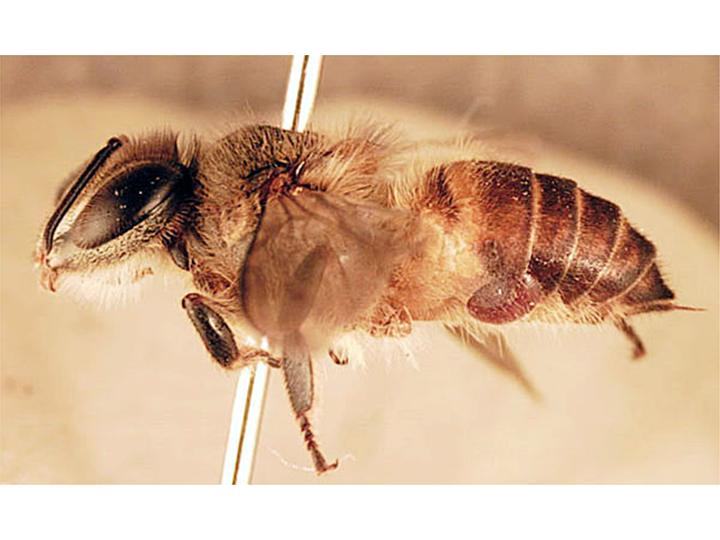
Un adulto  V. jacobsoni  alimentándose de una abeja.
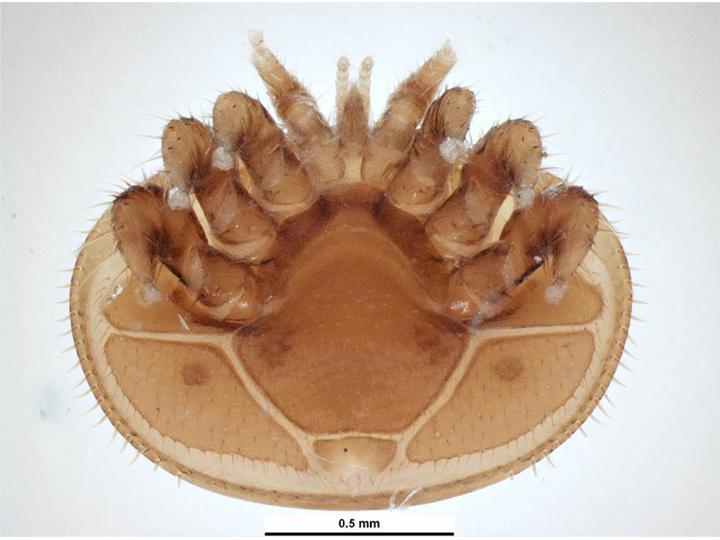
Vista ventral
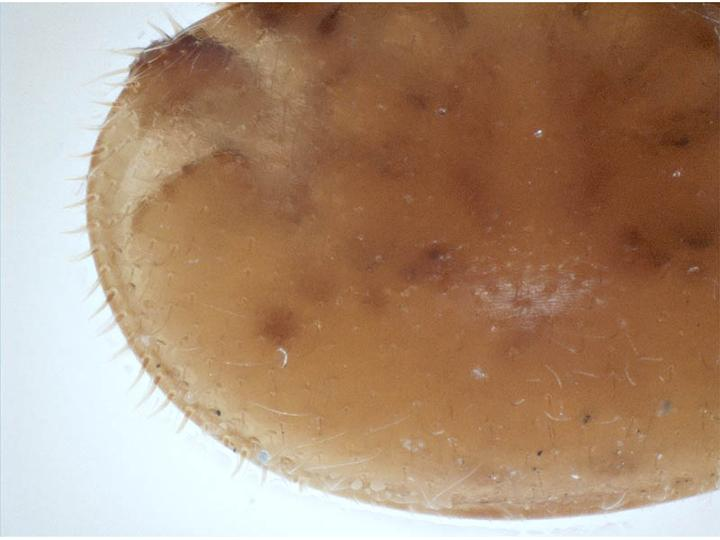
Dorsal (primer plano)
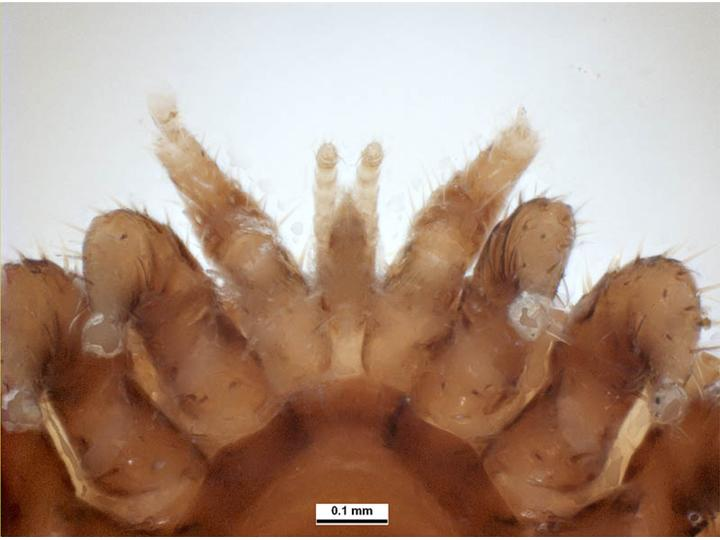
Piezas bucales (primer plano)
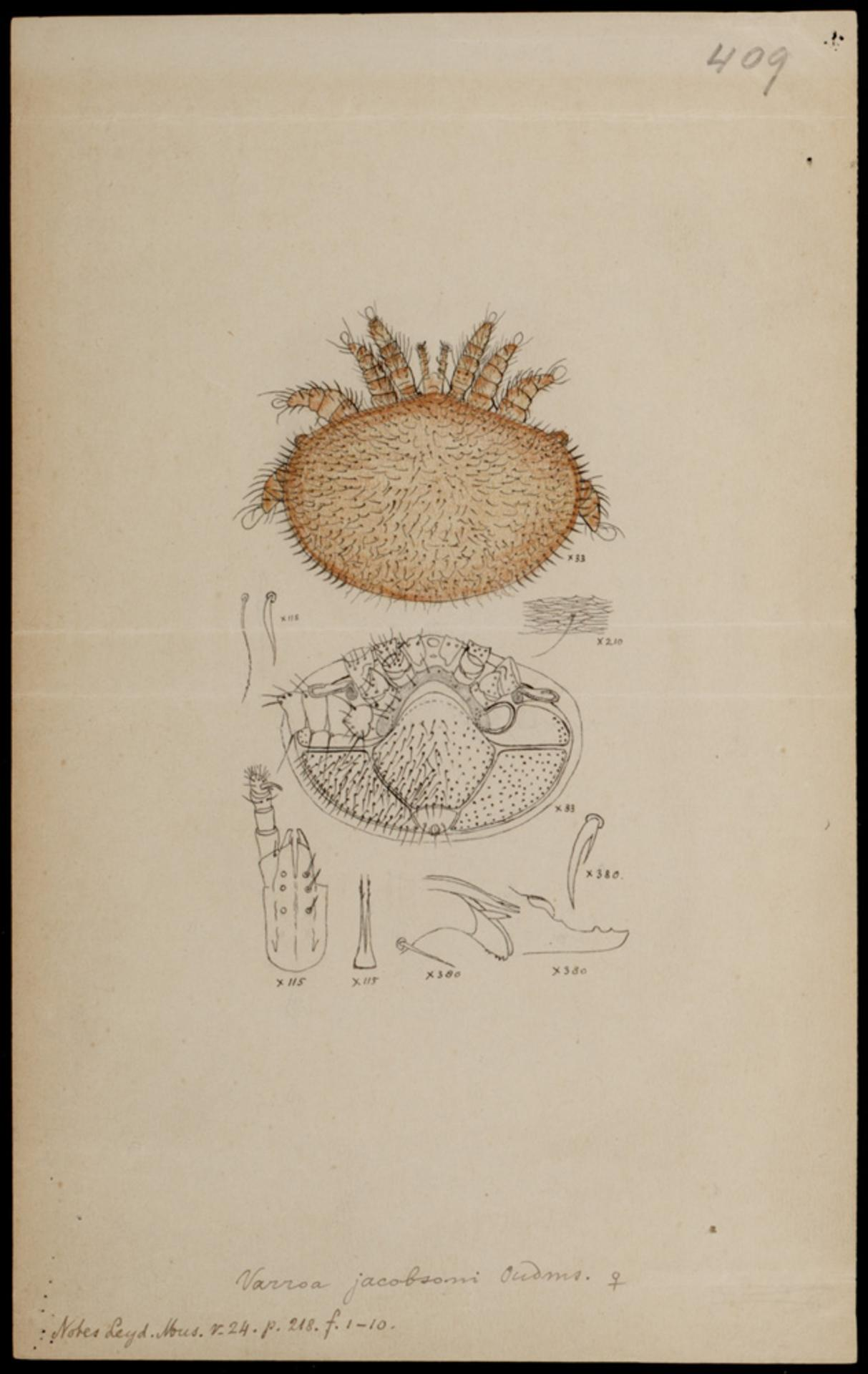
Hembra de Varro jacobsoni por  A.C. Oudemans.